# Distretto di Bawku Ovest
Il distretto di Bawku Ovest (ufficialmente Bawku West District, in inglese) è un distretto della regione Orientale Superiore del Ghana.